# 君を想うよ… feat. Sowelu
『君を想うよ… feat. Sowelu』は、Quadraphonic 1月27日リリースのデビュー・アルバム「Quadraphonic」に収録予定。2010年1月度のTBS系列全国ネット「CDTV」のエンディング・テーマにもなった楽曲である 。

## 誕生秘話
『君を想うよ… feat. Sowelu』の歌詞は、Quadraphonicと人気サイト「フォレストページ」のコラボ企画「300万人のプロデューサープロジェクト Flup」で、 当時未発表であったデモ楽曲「I'll Remember（仮）」をユーザーに公開試聴させ、テーマを設けて歌詞を一般募集したもの。1000以上の応募作品から選ばれた『君を想うよ… feat. Sowelu』の作詞を手掛けたのは、福島県に住む現役女子大生 shina  。